# The Beyoncé Experience Live
The Beyoncé Experience Live (Tiếng Việt: Buổi diễn Trải nghiệm cùng Beyoncé) là DVD thu trực tiếp của ca sĩ R&B người Mĩ Beyoncé Knowles, được phát hành tại Mĩ vào ngày 20 tháng 11 năm 2007  và ngày 26 tháng 11 tại Anh. Buổi diễn được quay tại Trung tâm Staples, Los Angeles, California vào ngày 2 tháng 9 năm 2007 trong tour diễn thế giới mang tên The Beyoncé Experience. DVD còn có sự xuất hiện của nghệ sĩ nhạc rap Jay-Z trong bài "Upgrade U" và hai cựu thành viên của nhóm Destiny’s Child là Michelle Williams và Kelly Rowland trong bài "Survivor".
Trong một đêm duy nhất vào ngày 19 tháng 11 năm 2007, phim về buổi diễn được công chiếu tại các rạp ở Mĩ. Kênh truyền hình BET đã phát sóng bản chỉnh sửa của buổi diễn vào ngày Lễ Tạ Ơn.
DVD đồng thời được phát hành trên iTunes dưới dạng âm thanh mang tên "The Beyoncé Experience: Live Audio" ("Buổi diễn trải nghiệm cùng Beyoncé: Âm thanh trực tiếp"). DVD được phát hành ở dạng Blu-ray vào ngày 18 tháng 11 năm 2008 và đồng thời là ngày album phòng thu thứ ba của cô là I Am... Sasha Fierce được phát hành. Bản cắt-bớt của buổi diễn ở Los Angeles được phát sóng trên Channel 4 tại Anh và tại Đức, Úc và Thụy Sĩ trên kênh 3sat.
DVD bao gồm 27 bài hát được "chọn lọc kĩ lưỡng", sản xuất bởi Neil Matthews tại Ascent Media ở Thành phố New York và đồng thời được chứng nhận 3x Bạch kim do RIAA. DVD còn đứng trên các bảng xếp hạng với 151 tuần liền.

## Phát sóng
The Beyoncé Experience Live được phát hành tại 96 rạp chiếu phim khắp Hoa Kỳ vào ngày 19 tháng 11 năm 2007, một ngày trước khi phát hành đĩa DVD.
BET sau đó đã phát sóng buổi diễn này vào ngày Lễ Tạ Ơn 2007—November 22– vào ngày 18 tháng Mười hai.
Vào ngày 31 tháng Mười hai, The Beyoncé Experience Live được trình chiếu cho các thành viên của Đội Quân Hoa Kỳ trong Trận chiến Iraq. Vào ngày 31 tháng 12 năm 2008, kênh truyền hình châu Âu 3sat cũng đã trình chiếu buổi diễn này.

## Danh sách ca khúc

### DVD
1. Mở đầu (Tiếng cổ động của người hâm mộ) — 1:08
2. "Crazy In Love (Crazy Mix)" — 4:08
3. "Freakum Dress" — 3:55
4. "Green Light" — 8:22
5. "Baby Boy (Liên khúc Reggae)" — 4:10
6. "Beautiful Liar" — 2:25
7. "Naughty Girl" — 5:17
8. "Me, Myself and I" — 7:17
9. "Dangerously in Love (He Loves Me Mix)" — 7:10
10. "Flaws and All" — 4:19
11. Liên khúc Destiny's Child (Cops and Robbers Intro) — 3:38
12. "Independent Women Part 1" — 2:20
13. "Bootylicious" — 0:46
14. "No, No, No Part 2" — 1:18
15. "Bug A Boo (H-Town Screwed Down Mix)" — 3:10
16. "Bills, Bills, Bills" — 1:01
17. "Cater 2 U" — 1:54
18. "Say My Name" — 3:12
19. "Jumpin' Jumpin'" — 1:34
20. "Soldier (Soldier Boy Crank Mix)" — 2:02
21. "Survivor" (Sự hội tụ của Destiny's Child) — 2:30
22. "Speechless" — 4:15
23. "Ring the Alarm Intro Skit (Jailhouse Confessions)" — 3:33
24. "Ring the Alarm" — 3:23
25. "Suga Mama" — 3:07
26. "Upgrade U" (Cùng Jay-Z) — 4:19
27. "Bonnie and Clyde '03 (Beyoncé's Prince Mix)" — 1:16
28. "Check on It (Special Tour Version)" — 2:07
29. "Déjà Vu" — 7:07
30. "Get Me Bodied" — 5:06
31. "Welcome To Hollywood" — 2:28
32. "Deena/Dreamgirls" — 1:56
33. "Listen" — 3:07
34. "Irreplaceable" — 7:31
35. Bất ngờ cho ngày sinh nhật của Beyoncé — 5:03
36. Những người thực hiện (Nhạc nền trực tiếp của "Beautiful Liar") — 4:05

### Album đính kèm: Irreemplazable
Ở một vài quốc gia, DVD này còn kèm theo một đĩa mở rộng mang tên Irreemplazable.
1. "Amor Gitano" song ca cùng Alejandro Fernández – 3:48
2. "Listen (Oye)" – 3:41
3. "Irreplaceable (Irreemplazable)" – 3:48
4. "Beautiful Liar (Bello Embustero)" – 3:20
5. "Beautiful Liar (Remix)" cùng Shakira – 3:01
6. "Beautiful Liar (Spanglish)" cùng Sasha a/k/a Beyoncé – 3:21
7. "Irreplaceable (Irreemplazable - Norteña Remix)" – 3:51
8. "Get Me Bodied (Timbaland Remix)" cùng Voltio – 6:14

### Bản âm thanh
Một phiên bản chỉ gồm âm thanh đã được phát hành trực tuyến trên iTunes.
1. "Crazy In Love" — 5:30
2. "Freakum Dress" — 4:00
3. "Green Light" — 3:36
4. "Baby Boy" — 4:22
5. "Beautiful Liar" — 2:30
6. "Naughty Girl" — 3:35
7. "Me, Myself and I" — 3:12
8. "Dangerously In Love" — 6:59
9. "Flaws and All" — 4:23
10. "Điệp khúc Destiny's Child" (cùng Kelly Rowland và Michelle Williams) — 19:47
11. "Speechless" — 3:35
12. "Ring the Alarm" — 2:41
13. "Suga Mama" — 3:08
14. "Upgrade U" (Cùng Jay-Z) — 4:30
15. "Bonnie and Clyde" — 1:35
16. "Check on It" — 1:55
17. "Déjà Vu" — 3:03
18. "Get Me Bodied" — 5:14
19. "Welcome To Hollywood" — 2:31
20. Điệp khúc "Dreamgirls" — 5:08
21. "Irreplaceable" — 7:37

### Nhạc nền trực tiếp[10]
Album nhạc nền của buổi diễn được phát hành trên các "chợ" nhạc điện tử trên mạng. Đĩa được thực hiện bởi nhiều nghệ sĩ khác nhau, trong đó có ban nhạc của Beyoncé là Suga Mama.
1. "Speechless" — 4:11
2. "Ring the Alarm" — 7:03
3. "Suga Mama" — 2:41
4. "Upgrade U" — 4:19
5. "Bonnie and Clyde" — 1:30
6. "Check on It" — 0:27
7. "Déjà Vu" — 2:48
8. Band Jam — 4:09
9. "Get Me Bodied" — 5:05
10. "Welcome To Hollywood" — 2:12
11. Điệp khúc "Dreamgirls" — 2:11
12. "Listen" - 3:07
13. "Irreplaceable" — 12:54

### Đĩa tặng kèm của DVD phát hành tại Nhật Bản[11]
1. "Krazy in Luv (Rockwilder Remix)" cùng Jay-Z – 4:07
2. "Baby Boy (Junior Vasquez Club Anthem Remix)" – 8:52
3. "Naughty Girl (Calderone Quayle Club Mix Edit)" – 4:09
4. "Me, Myself and I (Bama Boyz Sexy Remix)" – 4:37
5. "Green Light (Freemasons Remix)" – 3:21
6. "Ring the Alarm (Tranzformas Remix)" cùng. Collie Buddz – 4:12
7. "Déjà Vu" (Freemasons Radio Mix) cùng Jay-Z – 3:16
8. "Get Me Bodied (Timbaland Remix)" cùng Fabolous – 4:50
9. "Irreplaceable (DJ Speedy Remix)" – 4:20
10. "World Wide Woman" – 3:42
11. "ChampagneChroniKnightCap" do Solange Knowles – 4:53

## Vị trí xếp hạng
| Bảng xếp hạng(2007)                 | Vị trí |
| ----------------------------------- | ------ |
| ARIA Top 40 Music DVD Chart         | 8      |
| Greek Music DVD Top 20 Chart        | 45     |
| Dutch Concert DVDs                  | 2      |
| Ý Albums Chart                      | 14     |
| Nhật Bảnese Oricon Album Chart      | 22     |
| Japanese Oricon Foreign Album Chart | 9      |
| Pháp Top Videos Chart               | 12     |
| Mexican DVD Chart                   | 4      |
| Đài Loan DVD/VCD Chart              | 12     |
| South Korea Music Chart             | 22     |
| Bỉ DVD Chart                        | 16     |
| Brasilian Top 20 DVDs Sales         | 1      |
| Philippines DVD/VCD Chart           | 1      |
| Spanish DVD Chart                   | 3      |
| US Billboard Top Music Videos       | 2      |

| Bảng xếp hạng cuối năm          | Vị trí |
| ------------------------------- | ------ |
| Australian DVD Chart (2009)     | 19     |
| Dutch DVD Chart (2008)          | 22     |
| Dutch DVD Chart (2009)          | 48     |
| US Top Music Video Sales (2008) | 4      |
| US Top Music Video Sales (2009) | 8      |
| US Top Music Video Sales (2010) | 31     |

### Chứng nhận
| Quốc gia | Chứng nhận  | Số bán   |
| -------- | ----------- | -------- |
| Brazil   | 2× Bạch kim | 200,000+ |
| Úc       | 2× Bạch kim | 30,000+  |
| Portugal | Vàng        | 4,000+   |
| Hoa Kỳ   | 3× Bạch kim | 400,000+ |